# فنجاني ثنائي الشكل
فنجاني ثنائي الشكل (الاسم العلمي: Peziza biformis) هو نوع من الفطريات يتبع جنس الفنجاني من فصيلة الفنجانية.